# Jimmy Smith (giocatore di football americano 1969)
Jimmy Lee Smith Jr. (Detroit, 9 febbraio 1969) è un ex giocatore di football americano statunitense che ha giocato nel ruolo di wide receiver nella National Football League. Al college giocò a football alla Jackson State University

## Carriera
Smith fu scelto nel corso del secondo giro (36º assoluto) del Draft NFL 1992 dai Dallas Cowboys. Dopo avere perso la maggior parte della prima stagione per una frattura alla gamba, perse interamente la successiva dopo essersi sottoposto a un'appendicectomia d'emergenza che portò a una grave infezione che fu quasi fatale. Prima della stagione 1994, Smith fu svincolato dai Cowboys, firmando coi Philadelphia Eagles ma anch'essi interruppero i rapporti col giocatore prima della stagione.
Smith firmò così coi neonati Jacksonville Jaguars nel febbraio 1995 dopo che l'allenatore Tom Coughlin rimase impressionato dal talento del giocatore. Nel 1996, Smith emerse come un ricevitore dominante, mentre i Jaguars ottennero un'insperata qualificazione alla finale della AFC. Jimmy continuò ad essere un membro chiave dei Jaguars, contribuendo a quattro qualificazioni ai playoff consecutive (dal 1996 al 1999). Nel 2001, Smith fu trovato positivo alla benzoilecgonina, un prodotto della cocaina, dopo essere stato arrestato per sospetta guida in stato di ebbrezza. Egli negò di avere fatto uso di cocaina e non fu incolpato di alcun crimine mentre era alla guida. L'incidente portò Smith ad essere inserito nel programma anti-abuso di sostanze della lega nel 2003, venendo sospeso per quattro partite per un'ulteriore violazione non rivelata.
L'11 maggio 2006, Smith annunciò il suo ritiro dalla NFL. Si ritirò al settimo posto della storia della lega con 862 ricezioni e all'undicesimo posto con 12.287 yard. Coi Jaguars segnò 67 touchdown in carriera e fu convocato per cinque Pro Bowl consecutivi. È il leader di tutti i tempi di Jacksonville in yard ricevute, avendo guidato la squadra in ogni singola stagione dal 1996 al 2005. Inoltre detiene i primati stagionali di franchigia con 116 ricezioni e 1.636 yard, entrambi stabiliti nel 1999.
Al 2014, gli unici giocatori membri della Pro Football Hall of Fame che hanno più yard ricevute di Smith sono Jerry Rice (22.895), Cris Carter (13.899), Andre Reed (13.198), Henry Ellard (13.777), Art Monk (12.721) Steve Largent (13.089) e James Lofton (14.004); solo Monk, Carter, Reed e Rice hanno più ricezioni.

## Palmarès

### Franchigia
- Super Bowl : 2

Dallas Cowboys: XXVII, XXVIII
- National Football Conference Championship: 2

Dallas Cowboys: 1992, 1993

### Individuale
- Convocazioni al Pro Bowl: 5

1997, 1998, 1999, 2000, 2001
- Second-team All-Pro: 2

1998, 1999
- Club delle 10.000 yard ricevute in carriera
- Pride of the Jaguars

## Statistiche
| Ricezioni              | 862    |
| Yard su ricezione      | 12.287 |
| Touchdown su ricezione | 69     |

### Record NFL
- Maggior numero di gare con almeno 5 ricezioni in una stagione - 16 (tutte quelle del 2001) (alla pari con Antonio Brown e Pierre Garçon)
- Maggior numero di gare consecutive con almeno 5 ricezioni - 21
- Maggior numero di gare con almeno 49 yard ricevute in una stagione - 16 (tutte quelle del 2001)